# Верхние Серги
Ве́рхние Серги́ — посёлок городского типа в Нижнесергинском районе Свердловской области России.
Образует городское поселение Верхние Серги как единственный населённый пункт в составе этого муниципального образования.

## География
Верхние Серги расположены на реке Серге, при впадении в неё реки Кози. На Козе и Серге образован крупный Верхнесергинский пруд.
Расстояние до ближайшей железнодорожной станции Атиг — 10 км. До 2012 года посёлок был связан с ней тупиковой веткой производственного назначения. На данный момент железнодорожная ветка разобрана на металлолом.
В посёлке 45 улиц, в том числе улицы 25-, 30- и 40-летия Октября.

## История
Возник как поселение при Верхне-Сергинском железоделательном заводе, основанном Никитой Никитичем Демидовым на реке Серге. Разрешение на строительство было дано Берг-коллегией 20 сентября 1740 года. Первоначально завод проектировался обнесенным крепостной стеной для защиты от набегов башкир, но крепость так и не была выстроена. В 1742 году начали возводить плотину и строить две молотовые фабрики с шестью кричными молотами. В 1770 году на заводе имелись 2 молотовые фабрики с 6 молотами и 12 горнами и пильная мельница с 2 рамами; кузница с 4 горнами; 2 слесарные фабрики, где делали весы, гири и др. инструменты. Готовая продукция отправлялась на коломенках в Европейскую Россию с Уфимской пристани, оборудованной недалеко от впадения реки Серги в реку Уфу. На заводе было 522 мастеровых людей.
В годы восстания под предводительством Е. И. Пугачева завод 16 января 1774 г. был остановлен и вскоре разграблен, хотя население не оказало восставшим сопротивления. В марте того же года он был занят правительственными войсками. По завещанию Н. Н. Демидова Сергинские заводы достались в 1758 году его второму сыну Ивану, который владел ими до 15 мая 1789 года, когда продал всё своё горнозаводское имение московскому купцу Михаилу Павловичу Губину, который ввёл на заводе чугуноплавильное производство. Построена и 13 ноября 1791 года пущена в действие доменная печь. К 1797 года за заводом числилось 781 мастеровых и работных людей; приписных крестьян, вместе с Нижне-Сергинским заводом, было более 4 тысяч.
В XIX в. финансовое положение заводовладельцев ухудшилось, и 25 августа 1841 года правительство взяло Сергинско-Уфалейские заводы в казённый присмотр. Однако владельцы сумели расплатиться с кредиторами и вернуть округ из-под опеки государства.
В 1881 году округ Сергинско-Уфалейских заводов сменил собственников, на их средства началось переоборудование предприятия. В 1884 году на заводе построена мартеновская печь, одна из первых в России. В 1885 году поставлен стан для прокатки мелкосортного железа. В 1887 году на заводе и в поселке введено электрическое освещение. С 1886 года завод стал давать прибыль. В результате осуществлённой реконструкции увеличился объём выпускаемой продукции. В 1900 г. заводскими работами было занято 1954 рабочих; всего в заводском посёлке проживало около 8 тысяч человек. В 1897 году возведён трёхпрестольный каменный храм в честь Введения во храм Пресвятой Богородицы. В 1903—1904 гг. была перестроена доменная печь, организована выделка проволоки и проволочных изделий.
После Октябрьской революции завод 27 декабря 1917 года был национализирован, летом 1918 года, в разгар Гражданской войны, остановлен. После окончания Гражданской войны завод стоял полуразрушенным. Ввиду недостатка руды и топлива доменное и железоделательное производство больше не возобновлялись. Были пущены только волочильный и гвоздильный цеха, завод перешёл на выпуск резных и кованных гвоздей, действовал в качестве проволочно-гвоздильного цеха Нижне-Сергинского завода. 7 ноября 1931 г. завод был перепрофилирован на производство бурового оборудования для нефтегазовой промышленности. Статус посёлка городского типа — с 1938 года.
В 2000 году храм посёлка получил статус Архиерейского подворья, в котором регулярно проходят архиерейские службы. В 2007 году завод «Уралбурмаш» вошёл в группу ОАО «ВБМ-групп».
С 1 октября 2017 года согласно областному закону N 35-ОЗ статус изменён с рабочего посёлка на посёлок городского типа.

## Инфраструктура
Действуют библиотечный центр, школа искусств, центр детского творчества (ЦДТ), отделение связи, ОАО «Уралбурмаш» , МУП «Тепловые сети», две школы МОУ СОШ № 10 (полное среднее образование 11 классов) и МКОУ ООШ № 11 (9 классов), три МДОУ детский сад (№ 24, 56 и 57), ГАПОУ СО «Сергинский многопрофильный техникум», МУК Верхнесергинский краеведческий музей и др. Известен так называемый «Горбатый мост».
15 июня проводится День посёлка.

## Население
| 1959  | 1970  | 1979  | 1989  | 2002  | 2009  | 2010  | 2011  | 2012  | 2013  |
| ----- | ----- | ----- | ----- | ----- | ----- | ----- | ----- | ----- | ----- |
| 8808  | ↘8774 | ↘8356 | ↘7515 | ↘6629 | ↘6227 | ↘6105 | ↘6101 | ↘5999 | ↗6001 |
| 2014  | 2015  | 2016  | 2017  | 2018  | 2019  | 2020  | 2021  | 2023  |       |
| ↘5967 | ↘5905 | ↘5840 | ↘5771 | ↘5702 | ↘5622 | ↘5559 | ↘5492 | ↘5426 |       |

### Историческая численность населения
В 1968 году население составляло 9500 человек. В 2007 году — 6312 жителей.

## Известные уроженцы, жители
Татьяна Львовна Ярошевская (род. 8 марта 1963 года) — деятель российской культуры, бывший исполнительный директор МХАТ имени М. Горького.